# 王辟之
王闢之（1031年—？），字聖塗，宋代臨淄人。
天聖九年（1031年）生。治平四年（1067年）進士。初授河東縣（今山西省永濟縣）知縣，以“貴德尚賢”聞名，曾修葺二贤祠（即伯夷、叔齐）功成，向黄庭坚乞文。紹聖二年（1095年），知忠州（今重慶市忠縣）。紹聖三年（1095年），改任知州縣令，“考於詩，復其舊貫，種荔枝數百株”，又修荔枝樓。紹聖四年（1096年），告老還鄉，居家專意著述。卒年不詳。著有《澠水燕談錄》十卷。

## 評價
王闢之與黃庭堅為同年進士，黃庭堅說他“知務樂善、擊強撥煩”。